# Папазян, Вртанес Месропович
Вртане́с Месро́пович Папазя́н (12 апреля 1864 (в некоторых источниках 1866), Ван, Османская империя — 26 апреля 1920, Ереван, Республика Армения) — армянский писатель, общественно-политический и культурный деятель, литературный критик, редактор, историк литературы, антрополог, преподаватель и переводчик.

## Биография
Был сыном архимандрита Месропа Папазяна. В возрасте четырёх лет он переехал с родителями в Агулис, где получил начальное образование. Продолжил обучение в армянской школе в Тавризе (в 1875—1878) и Геворкянской духовной семинарии в Эчмиадзине (1878—1879). Позже он учился в Женевском университете на факультете литературы и социальных наук, который окончил в 1894 году.
Трудовую деятельность был вынужден начать в возрасте 15 лет и скитался по разным городам и странам; работал чернорабочим, фотографом и телеграфистом. В течение длительного периода преподавал в школах в нескольких городах (Ван, Карин, Тбилиси, Тегеран, Шуша, Бухарест). Работал редактором армянскоязычной революционной газеты «Կռիվ» («Борьба») (1894, Тбилиси), подпольной еженедельной газеты «Շավիղ» («Путь») (1894—1896, Тегеран) и еженедельника «Ղարաբաղ» («Карабах») (1911—1912, Шуша). За свою жизнь сотрудничал в целом ряде армяноязычных русских и европейских изданий, в том числе в журнале «Ардзаганк» и газетах «Мшак», «Мурч». Писать публицистические статьи начал в 1883 году. За работу 1899 года «Հայ բոշաներ» о цыганах был спустя год принят в Московское императорское литературное общество. Являлся активным участником национально-освободительного армянского движения в Западной Армении, за пророссийские взгляды и антиосманскую пропаганду был подвергнут трёхлетнему тюремному заключению, но затем выпущен на свободу. Последние годы жизни провёл в Ереване.
Творчество Папазяна представлено различными произведениями: романами, рассказами, драмами, сочинениями по истории литературы и так далее; главной темой многих его работ является борьба армян против турецкого гнёта. К числу наиболее известных произведений относятся «Письма из турецкой Армении» («Նամակներ թուրքաց Հայաստանից», 1889) и масштабный литературоведческий труд «История армянской литературы с древнейших времён до настоящего времени» («Պատմություն հայոց գրականության սկզբից մինչև մեր օրերը», 1910). В СССР Папазян рассматривался как «мелкобуржуазный» писатель: признавалось, что многие его произведения поднимают проблемы тяжёлой жизни простых армян и курдов в Османской империи и их угнетения со стороны властей, но вместе с тем отмечались его попытки возвеличить армян по сравнению с другими народами и отсутствие в его произведениях указания на выход из бедственного положения национальных меньшинств. Его перу принадлежат также переводы на армянский язык произведений русских классических писателей М. Е. Салтыкова-Щедрина, Л. Н. Толстого), А. Доде и ряда других писателей, а также труда Фридриха Ницще «Так говорил Заратустра».

## Экранизации
- 1973 — Утёс — по одноимённой пьесе